# Ruhango (Ruhango)
Ruhango è un settore (imirenge) del Ruanda, parte della Provincia Meridionale e del distretto di Ruhango.